# Roșia (Bihor)
Roşia è un comune della Romania di 2 570 abitanti, ubicato nel distretto di Bihor, nella regione storica della Transilvania.
Il comune è formato dall'unione di 2 villaggi: Lazuri de Roșia e Roșia.